# Ryhor Chajucin
Ryhor Michajławicz Chajucin (biał. Рыгор Міхайлавіч Хаюцін; ros. Григорий Михайлович Хаютин, Grigorij Michajłowicz Chajutin; ur. 2 maja 1968) – białoruski brydżysta.

## Wyniki brydżowe

### Zawody europejskie
W europejskich zawodach zdobył następujące lokaty:
| Zawody europejskie. Konkurencja teamów | Zawody europejskie. Konkurencja teamów | Zawody europejskie. Konkurencja teamów | Zawody europejskie. Konkurencja teamów | Zawody europejskie. Konkurencja teamów | Zawody europejskie. Konkurencja teamów |
| Rok                                    | Miejsce                                | Zawody                                 | Kategoria                              | Drużyna                                | Pozycja                                |
| -------------------------------------- | -------------------------------------- | -------------------------------------- | -------------------------------------- | -------------------------------------- | -------------------------------------- |
| 2009                                   | Wilno                                  | 2. Europejskie Zawody Małych Federacji | Open                                   | Belarus                                | 3                                      |

## Klasyfikacja
- Ryhor Chajucin – klasyfikacja WBF (ang.)
- Ryhor Chajucin – klasyfikacja EBL (ang.)